# Catherine Flon

La bandera de la Revolución haitiana, con las palabras Liberté ou la mort (libertad o muerte).

Catherine Flon (fallecida después de 1803) fue una costurera, patriota y heroína nacional de Haití. Está considerada como una de los símbolos de la Revolución haitiana y su independencia. Es recordada por haber cosido la primera bandera de Haití en 1803.

## Biografía
Catherine Flon nació en una fecha desconocida, en Arcahaie (Saint-Domingue). Sus padres importaban textiles de Francia. Fue una costurera con su propio taller y un conjunto de aprendices. Además, era ahijada de Jean-Jacques Dessalines.

### Creación de la bandera
Según la tradición de la Revolución haitiana, Flon creó la primera bandera del país el 18 de mayo de 1803, el último día del Congreso de Arcahaie. Allí, el líder revolucionario Jean-Jacques Dessalines, su padrino, cortó la bandera de Francia con su sable, para demostrar su deseo de separarse de dicho país. Luego le entregó las piezas a Flon, que las volvió a coser, pero sin la franja blanca. En la cultura haitiana, estos colores adquirieron un significado racial: las franjas azul y roja representan una unión entre los ciudadanos negros y mulatos de Haití.
Algunos historiadores señalaron algunas lagunas en esta historia legendaria sobre la creación de la bandera. Por ejemplo, las fuentes primarias de la Revolución apuntan a que los rebeldes habían usado banderas azules y rojas antes de la conferencia de Arcahaie. Además, los primeros haitianos en usar la bandera bicolor lo habían hecho con el fin de representar una extensión de los valores de la Revolución francesa, en vez de un rechazo hacia ellos. Los primeros revolucionarios habían luchado para preservar la ley de emancipación de 1794 en vez de buscar la independencia.

## Impacto cultural
Catherine Flon está considerada una de las tres heroínas más representativas de la Independencia de Haití, junto con Cécile Fatiman y Dédée Bazile. Arcahaie, su lugar de nacimiento, es «el pueblo de la bandera» y la fecha en la que ella pudo haber cosido la primera bandera, el 18 de mayo, es un feriado nacional. Además de ser un símbolo de la Revolución, Flon es también admirada entre las mujeres haitianas. Existen eventos sociales y movimientos feministas que recibieron su nombre. Durante las festividades y los feriados nacionales, las mujeres jóvenes se visten como Flon y otras revolucionarias para concientizar sobre el papel de la mujer en la Revolución y en la historia de Haití en general.
Flon también apareció en un billete de diez gourdes en 2000.